# ガヴィニャーノ
ガヴィニャーノ（伊: Gavignano）は、イタリア共和国ラツィオ州ローマ県にある、人口約1,900人の基礎自治体（コムーネ）。
1160年にローマ教皇インノケンティウス3世はここで生まれた。

## 地理

### 位置・広がり
ローマ県南東部のコムーネ。

#### 隣接コムーネ
隣接するコムーネは以下の通り。括弧内のFRはフロジノーネ県所属を示す。
- アナーニ (FR)
- コッレフェッロ
- ゴルガ
- モンテラーニコ
- パリアーノ (FR)
- セーニ

### 気候分類・地震分類

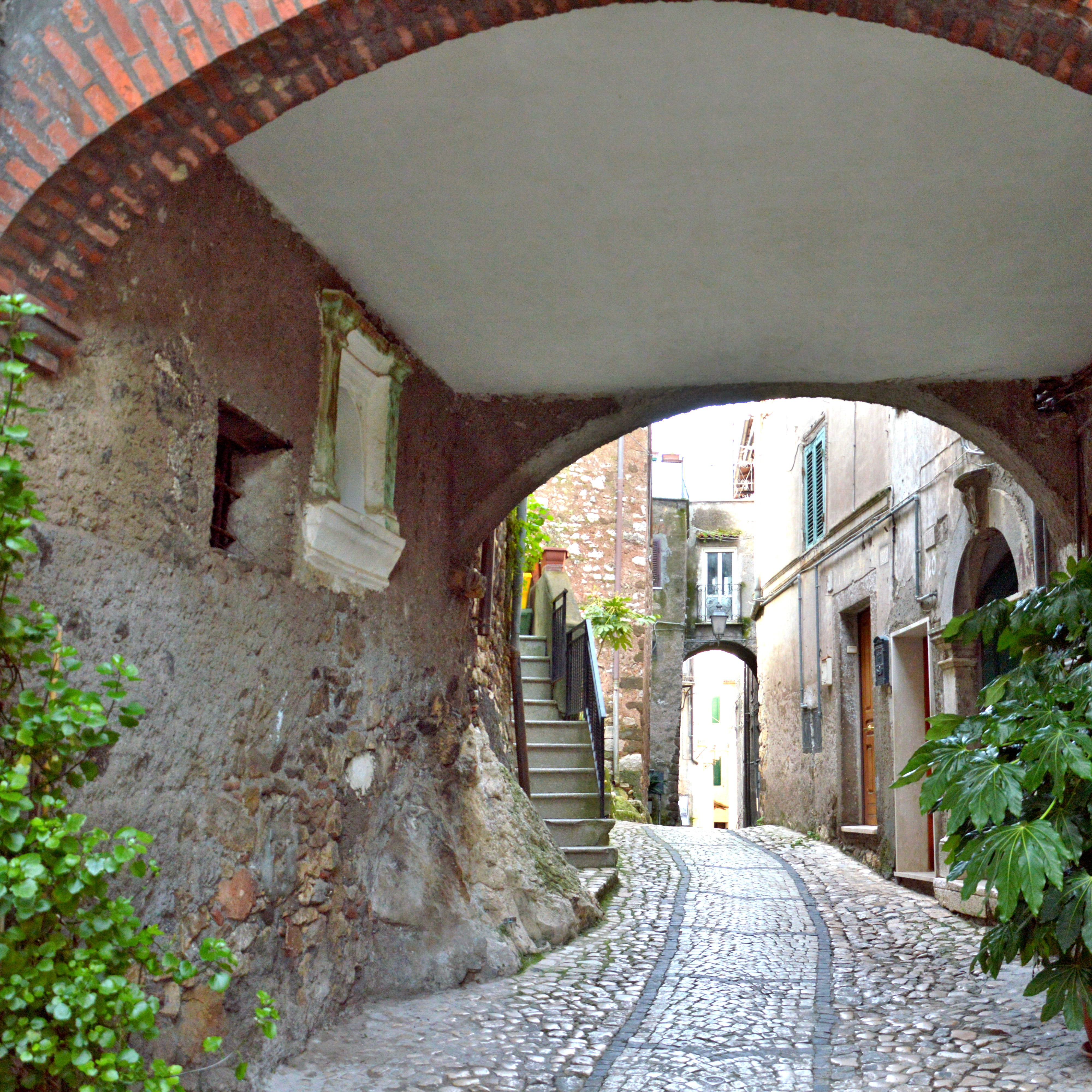
旧市街

ガヴィニャーノにおけるイタリアの気候分類 (it) および度日は、zona D, 1935 GGである。
また、イタリアの地震リスク階級 (it) では、zona 2B (sismicità media) に分類される。